# Assim Al-Hakeem

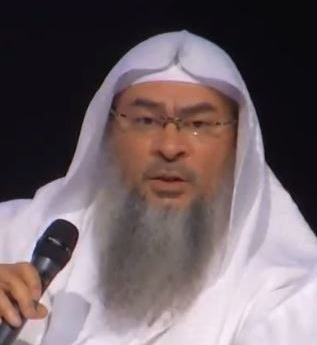
Assim Al-Hakeem (2017)

Assim bin Luqman al-Hakeem (arabisch عاصم بن لقمان الحكيم; * 23. November 1962 in Khobar, Saudi-Arabien) ist ein englischsprachiger islamischer Prediger in Saudi-Arabien. Wegen seines Sarkasmus bei der Beantwortung von Fragen erhielt er den Spitznamen „Savage Sheikh“.

## Frühes Leben und Ausbildung
Assim wurde am 23. November 1962 in Khobar, Saudi-Arabien, geboren. Assim wuchs in einer religiösen Familie auf. Im Alter von 12 Jahren zogen er und seine Familie nach Dschidda. Schon in jungen Jahren interessierte er sich für islamische Studien. Er schloss 1980 die High School ab und setzte seine Hochschulausbildung an der King Fahd University of Petroleum and Minerals (KFPUM) fort. Er brach jedoch sein Studium an der KFPUM ab und zog nach Dschidda. In Dschidda fand er einen Job. Später setzte er sein Studium an der King Abdulaziz University mit dem Hauptfach Englische Literatur fort und schloss es 1987 mit einem BA in Linguistik ab. Anschließend absolvierte er 1998 ein Hochschulstudium der Islamwissenschaften an der Universität Umm al-Qura. Assim studierte außerdem mehrere Jahre lang Bücher von Scheich ibn al-Uthaymin.

## Aktivitäten
Scheich Assim begann seine Karriere 1988 als Englischlehrer an einer High School. Scheich Assim ist seit 20 Jahren Imam einer Moschee in Dschidda, wo er wöchentliche Predigten zum Freitagsgebet hält und Vorträge über verschiedene islamische Wissenschaften hält.
Scheich Assim al-Hakeem predigt auf Englisch und stellt regelmäßig islamische Programme in englischer Sprache auf Social-Media-Kanälen vor, wie Fragen und Antworten (ASK HUDA), Umdatul Ahkaam, Youth Talk und Mercy to the Worlds. Scheich Assim predigt auch auf Fernseh- und Radiosendern wie Huda TV, Peace TV, Iqraa und Saudi 2.

## Persönliches Leben
Bei einem Vortrag in Malaysia sagte Scheich Assim, er sei indonesischer Abstammung, da sein Großvater aus Medan stammte und damals als Richter im Sultanat tätig war. Scheich Assims Großvater schickte seinen Vater nach Saudi-Arabien, um Religion zu studieren, und später erhielt er die saudische Staatsbürgerschaft; Scheich Assim wurde also im Königreich Saudi-Arabien geboren und wuchs dort auf.

## Ansichten

### Protest
Scheich Assim lehnte jede Form von Protest ab. Seine Antwort löste bei Twitter-Nutzern Kritik aus.

### Bitcoin
Er hält Bitcoin für schädlich, da es anonym ist und für Geldwäsche und Drogengelder verwendet werden kann.

### Demokratie
Scheich Assim ist gegen die Demokratie, die seiner Meinung nach „eine große Lüge und gegen den Islam“ ist.